# Makroøkonomi
Makroøkonomi (fra den græske forstavelse makro-, der betyder "stor", og økonomi) er det område inden for økonomi, der beskæftiger sig med studiet af de overordnede linjer i samfundsøkonomien i modsætning til enkelte markeder og enkelte aktørers adfærd. Makroøkonomiske problemstillinger omhandler nationale, regionale og globale niveauer.
Selvom makroøkonomi er et meget bredt felt, er der især to forskningsområder som kendetegner faget: Ønsket om at forstå årsager og konsekvenser af kortsigtede udsving i produktion og beskæftigelse (konjunktursvingninger), og ønsket om at forstå de faktorer, der bestemmer den økonomiske vækst på lang sigt. Makroøkonomiske modeller og de økonomiske prognoser, de danner grundlag for, anvendes af regeringer verden over som redskab til at udvikle og evaluere forskellige former for økonomisk politik.

## Temaer i makroøkonomien
Makroøkonomer undersøger aggregerede indikatorer som BNP, ledighed og prisstigninger for at forstå, hvordan den samlede økonomi fungerer. Makroøkonomer udvikler modeller, der forklarer sammenhængen mellem faktorer som national indkomst, produktion, forbrug, ledighed, inflation/deflation, opsparing, investeringer, rentedannelse, valutakurser, betalingsbalance, international handel og internationale finansielle markeder. Som modsætning hertil fokuserer mikroøkonomi først og fremmest på individuelle aktørers handlinger, f.eks. forbrugere og virksomheder, og hvordan deres adfærd bestemmer priser og mængder på specifikke markeder.
På kort sigt antages priserne typisk at være træge, mens de på længere sigt kan ændre sig uden begrænsninger. Denne forskel har helt afgørende betydning i makroøkonomisk tankegang, idet både problemstillinger som f.eks. uønsket ledighed og de instrumenter, der kan anvendes til at løse problemstillingerne, normalt regnes for at fungere helt forskelligt, alt efter om markedets pristilpasninger er fleksible eller træge.

## Grundlæggende begreber
Makroøkonomi omfatter en række begreber og variable, men der er tre centrale emner for makroøkonomisk forskning, nemlig sammenhængen mellem produktion (output), beskæftigelse og dermed ledighed samt inflation.:27  Disse forhold er samtidig vigtige for alle økonomiske aktører, herunder arbejdere, forbrugere og virksomheder.

### Produktion og indkomst
Et lands produktion omfatter alt, hvad der fremstilles i et land i en given tidsperiode. Alt, der produceres og sælges, genererer indkomst. Derfor opfattes produktion og indkomst ofte som to sider af samme sag. På globalt plan er den samlede værditilvækst i produktionen således lig med verdens samlede indkomst. For det enkelte lands vedkommende behøver bruttonationalprodukt og bruttonationalindkomst dog ikke at være ens, idet et land også kan have udenlandsk indkomst - som kan være både positiv og negativ.
Output måles normalt ved bruttonationalproduktet (BNP) eller et beslægtet begreb fra nationalregnskabet. Økonomer, der interesserer sig for langsigtede ændringer (typisk forøgelse) i værdien af produktionen, beskæftiger sig med økonomisk vækst. Teknologiske fremskridt, akkumulation af maskiner og anden kapital i form af investeringer samt bedre uddannelse og dermed højere humankapital fører alle til stigninger i produktionen over tid. Produktionen stiger imidlertid ikke jævnt i alle år. Konjunkturbevægelser kan medføre perioder med lav eller ligefrem negativ vækst såvel som perioder med vækstrater over det normale niveau.

### Beskæftigelse og ledighed
Omfanget af ledighed i et land måles ved arbejdsløshedsprocenten, dvs. den andel af arbejderne i arbejdsstyrken, der ikke har noget job. Ledighed opdeles ofte i konjunkturbetinget og strukturelt betinget ledighed, hvor den førstnævnte afspejler de øjeblikkelige konjunkturer, mens den anden udgør det mere permanente ledighedsniveau, som økonomien har en tendens til at vende tilbage til, når konjunkturerne normaliseres.

### Inflation og deflation
En generel stigning i priserne i hele økonomien kaldes inflation. Når priserne falder, kaldes det deflation. Sådanne ændringer måles ved hjælp af prisindeks.
I de fleste vestlige lande føres der i dag pengepolitik ud fra en inflationsmålsætning, således at centralbanken direkte forsøger at styre inflationens niveau, typisk ved at sænke eller hæve de pengepolitiske renter for enten at stimulere det økonomiske aktivitetsniveau (ved hjælp af en rentesænkning) eller det modsatte.
Inflationen i et land bliver påvirket af flere forskellige forhold. Den samlede efterspørgsel på varemarkederne i landet, og dermed konjunktursituationen, har således stor betydning. Højere efterspørgsel medfører større produktion i virksomhederne, som derfor vil forøge beskæftigelsen. Det sænker ledigheden og fører dermed efterhånden til større lønstigninger, fordi det forbedrer arbejdernes forhandlingsposition på arbejdsmarkedet. Disse lønstigninger vil af virksomhederne blive overvæltet i højere priser på de varer, de producerer, dvs. inflation. Hvis efterspørgslen på varemarkederne falder, som er tilfældet i en lavkonjunktur, vil det omvendt føre til faldende prisstigninger. Udover efterspørgslen på varemarkedet, som sætter sig i lønningerne, kan inflationsniveauet også blive påvirket af ændringer i andre produktionsomkostninger og dermed udbudsforholdene på varemarkedet. Det er f.eks. tilfældet, hvis der sker store stigninger (eller fald) i energipriserne, som det skete i 1970'ernes oliekriser og i starten af 2020'erne som følge af blandt andet kraftige stigninger i gasprisen. Derudover spiller inflationsforventningerne blandt økonomiens aktører, idet disse har en tendens til at være selvopfyldende: Forventes der af de fleste højere inflation i det kommende år, vil det i sig selv medføre et vist inflationspres. Alle disse forskellige forhold, der tilsammen angiver en sammenhæng mellem ledighedsniveauet og inflationen i en økonomi, kan sammenfattes i den såkaldte Phillipskurve, som derfor er en central del af de fleste moderne økonomiske fremstillinger af inflation.
Inflationsdannelsen er et eksempel på, at aktørernes forventninger generelt kan spille en stor og sommetider selvopfyldende rolle for, hvordan den makroøkonomiske udvikling foregår.

## Makroøkonomiens historie

### Keynes
Makroøkonomi som en selvstændig underdisciplin regnes normalt for at starte med John Maynard Keynes og især hans hovedværk The General Theory of Employment, Interest and Money fra 1936. Keynes lagde i modsætning til traditionel neoklassisk analyse vægt på, at priserne virker ret ufleksible på kort sigt: Pristilpasningen er træg, hvilket han brugte til at forklare stigninger i ledigheden i forbindelse med lavkonjunkturer og kriser som depressionen i 1930’erne. Det skaber en rolle for finanspolitik og andre tiltag, der påvirker den samlede efterspørgsel i en økonomi, til at påvirke ledigheden.:540-554 

### Monetarister og nyklassikere
I de første årtier efter 2. verdenskrig blev keynesiansk makroøkonomisk teori helt dominerende inden for den økonomiske tænkning. Der opstod det, man kalder den neoklassiske syntese, som kombinerede den keynesianske makroøkonomiske teori med en fortsat byggen på neoklassiske tanker inden for mikroøkonomien. Efterhånden blev de oprindelige keynesianske tanker dog udfordret fra forskellig side. Én vigtig udfordring kom i 1960’erne fra monetaristerne, anført af Milton Friedman. Senere og mere fundamentalt kom nyklassikerne (som ikke bør forveksles med de tidligere omtalte neoklassikere), der bl.a. tæller Robert Lucas fra University of Chicago. Nyklassikerne understregede vigtigheden af at forklare makroøkonomiske udviklingstræk som økonomisk vækst og konjunkturcykler ud fra et neoklassisk mikroøkonomisk fundament. De fokuserede i høj grad på udbudsstød og rationelle forventninger og afviste, at politiske indgreb som aktiv finanspolitik vil kunne gavne økonomien.:540-554 

### Nykeynesianerne
Som svar på udfordringen fra nyklassikerne voksede i 1980'erne nykeynesianerne frem. De delte ønsket om et mikroøkonomisk fundament og udgangspunkt i rationelle forventninger med nyklassikerne, men fastholdt fra Keynes' oprindelige tankegang en empirisk baseret tro på træg prisdannelse og en aktiv rolle for økonomisk politik. Moderne makroøkonomiske diskussioner tager ofte udgangspunkt i uenighederne mellem nyklassikere og nykeynesianere.:540-554 

### Makroøkonomisk forskning efter finanskrisen
Den globale finansielle krise 2007-09 og den medfølgende store recession i verdensøkonomien gav anledning til selvransagelse hos en række økonomer. Finanskrisen viste, at der på flere områder manglede teoretisk og empirisk viden til at forklare den aktuelle situation, og gav anledning til, at nye forskningsspørgsmål siden er blevet taget op. Der er derfor i tiden siden da kommet en række nye videnskabelige bidrag, der direkte er inspireret af begivenhederne under finanskrisen.
Ikke mindst har krisen demonstreret et behov for at forbedre den måde, hvorpå den finansielle sektor optræder i de makroøkonomiske modeller. Inden finanskrisen var der stor fokus på modeller, hvor finansmarkederne kun var indarbejdet på en ret stiliseret måde, og hvor informationsproblemer og heterogenitet ikke blev tillagt nogen vigtig rolle. Der var derfor et stort behov for en bedre forståelse af interaktionen mellem finansielle og reale forhold. Det gjaldt ikke mindst forventningsdannelsen på finansmarkederne, da udviklingen i aktivpriserne i høj grad er drevet af forventningerne til fremtiden, som igen afhænger af den information, investorerne har til rådighed. Den tidligere dominerende tilgang med rationelle forventninger indebar bl.a., at alle deler den samme information og har de samme forventninger til den fremtidige udvikling i priser, lønninger, indkomster, renter, aktiekurser osv. Denne antagelse har imidlertid vist sig problematisk, og finanskrisen understregede behovet for en dybere forståelse af, hvordan forventninger til den fremtidige udvikling i vigtige økonomiske størrelser dannes, og hvilken betydning det har, at de enkelte husholdninger, virksomheder og finansielle investorer har forskellige informationsmængder til rådighed. Der arbejdes derfor nu på mange fronter med denne problemstilling i den aktuelle økonomiske forskning. Nyere forskning undersøger bl.a. flokadfærd på aktivmarkederne og inddrager psykologiske indsigter fra adfærdsøkonomien. Andre forhold, som der i stigende grad blev fokuseret på i årene efter finanskrisen, var de mange økonomiske aktørers forskellighed, hvor tidligere forskning ofte tog udgangspunkt i en slags gennemsnitsperson ("den repræsentative agent"). Den større vægt på heterogenitet giver også bedre mulighed for at undersøge fordelingsvirkninger af forskellige former for økonomisk politik og andre økonomiske udviklingstræk - noget, som de senere årtiers trend i retning af større økonomisk ulighed har skabt mere opmærksomhed omkring.

## Makroøkonomisk politik
Ligesom skellet mellem det korte og det lange sigt generelt er vigtigt i makroøkonomi, skelner man også i den økonomiske politik mellem instrumenter og strategier, der er rettet mod det kortere tidsperspektiv (konjunkturpolitik) og instrumenter og strategier, der har fokus på mere langsigtede virkninger (strukturpolitik). Konjunkturpolitik tager typisk form af finanspolitik og/eller pengepolitik.

### Finanspolitik
Finanspolitik føres af regeringer ved at justere de offentlige udgifter og indtægter. Ekspansiv finanspolitik tager sigte på at stimulere den samlede efterspørgsel i økonomien og dermed det økonomiske aktivitetsniveau. Det kan være hensigtsmæssigt, når økonomien befinder sig i en lavkonjunktur (beskæftigelse og BNP er under det strukturelle niveau). Regeringer kan føre ekspansiv finanspolitik ved at forøge det offentlige forbrug eller de offentlige investeringer, eller ved at sænke skatterne eller hæve overførselsindkomsterne. Kontraktiv finanspolitik tager sigte på at mindske aktivitetsniveauet og kan omvendt være hensigtsmæssigt, hvis beskæftigelse og BNP ligger over det strukturelle niveau, sådan at der er fare for overophedning og for stort inflationspres.

### Pengepolitik
Pengepolitik føres af centralbanken i et land eller valutaområde. Pengepolitikken kan have forskellige overordnede mål. I de fleste vestlige lande er den overordnede målsætning i dag et inflationsmål. Det gælder dog ikke Danmark, hvor det overordnede pengepolitiske mål er at holde en fast valutakurs over for euroen. En sådan fastkurspolitik var tidligere meget udbredt i de vestlige lande, men i dag er Danmark det eneste OECD-land med egen valuta, der fører pengepolitik efter en fastkursmålsætning.
Det centrale instrument for pengepolitikken er i dag oftest de pengepolitiske renter, som fastsættes af centralbankerne i hvert enkelt land. Tidligere forsøgte centralbankerne alternativt ofte at føre pengepolitik ved at styre pengemængden direkte - en tilgang, der stadig præsenteres i nogle indledende lærebøger i makroøkonomi. De allerfleste centralbanker har dog opgivet en sådan direkte styring af pengemængden, idet denne typisk er ustabil og dermed svær at kontrollere.:516-522 

### Alternative former for konjunkturpolitik
Tidligere har man i en række lande, herunder Danmark, anvendt valutapolitik, dvs. devalueringer eller revalueringer af valutaen, for at påvirke den samlede efterspørgsel. Da sådanne valutakursjusteringer påvirker forventningsdannelsen og desuden kun kan finde sted i fastkursregimer, som de fleste lande har forladt, bruges det imidlertid meget sjældent i dag.
Også indkomstpolitik har tidligere været forsøgt anvendt for at styre økonomien.

### Strukturpolitik
Forskellige former for skattepolitik, konkurrencepolitik og arbejdsmarkedspolitik anvendes for at påvirke mere permanente strukturer i de enkelte økonomiers funktionsmåde. Finanspolitik har ud over det ovennævnte konjunkturhensyn også en langsigtet strukturel dimension, idet det er nødvendigt for enhver regering, at finanspolitikken er holdbar i det lange løb, selvom offentlige udgifter og indtægter ikke er lig med hinanden på hvert enkelt tidspunkt.

## Modeller
Økonomiske modeller er et meget udbredt arbejdsredskab inden for såvel makro- som mikroøkonomi. Der skelnes mellem teoretiske modeller og anvendte, typisk computerbaserede kvantitative modeller.

### Modeller i makroøkonomisk teori
Der er i tidens løb blevet udviklet mange forskellige overordnede økonomiske modeller, der forsøger at illustrere overordnede samfundsøkonomiske sammenhænge. En række af de kendteste simple modeller udgør typisk grundelementerne i den indledende undervisning i makroøkonomi på højere læreanstalter.
Inden for konjunkturteori findes den enkle model Det keynesianske kryds, den lidt mere komplekse IS-LM-model (der findes i både ældre og mere moderne udgaver:100 ) og dennes pendant Mundell-Fleming-modellen, som viser ligevægtene på vare- og pengemarked i en lille åben økonomi som f.eks. Danmark eller Sverige. For studiet af det mellemlange sigt, hvor økonomien finder sin strukturelle ligevægt, er der behov for modeller, som også inddrager Phillipskurvesammenhængen mellem inflation og aktivitet/beskæftigelse. Det gør blandt andet IS-LM-PC-modellen (hvor "PC" i sig selv står for "Phillips Curve").:186  En ældre, men udbredt model, som i sin moderne version bygger på de samme grundlæggende sammenhænge, er AD-AS-modellen.
Til studiet af økonomisk vækst har Solow-modellen af Nobelpristageren Robert Solow i mange år haft en dominerende rolle i økonomiundervisningen. Af andre dynamiske modeller findes den såkaldte Ramsey-model, som kan opfattes som en generalisering af Solow-modellen, og alternativt overlappende generationsmodeller, der fokuserer på, at økonomiens aktører har forskellig situation og behov, afhængigt af deres alder. Siden omkring 1990 er endogene vækstmodeller, der f.eks. lægger større vægt på at forsøge at forklare, hvilke mekanismer der skaber teknologiske fremskridt, blevet et vigtigt forskningsområde.

### Kvantitative økonomiske modeller
Ministerier, centralbanker og andre økonomiske beslutningstagere eller rådgivere anvender ofte kvantitative (talmæssige) computerbaserede modeller som en del af deres beslutningsgrundlag. I Danmark anvendes f.eks. konjunkturmodellen ADAM af den danske regering og en række andre institutioner. En anden model, der i en række år har været anvendt i mere strukturelle, dvs. langsigtede, problemstillinger, er den anvendte generelle ligevægtsmodel DREAM. En nyere dansk makroøkonomisk model er i øjeblikket under opbygning i form af modellen MAKRO.

## Nobelpristagere indenfor makroøkonomi
Makroøkonomiens store betydning indenfor den økonomiske forskning understreges bl.a. af, at feltet var det felt, der ifølge Nobelstiftelsens egen opgørelse i 2017 havde modtaget flest Nobelpriser i økonomi. Til og med 2016 var ni af de i alt 78 tildelte Nobelpriser i økonomi blevet givet til makroøkonomer (foran otte økonometrikere og otte tildelt til finansiel økonomi). De ni Nobelprismodtagere indenfor makroøkonomi var Gunnar Myrdal og Friedrich von Hayek i 1974, Milton Friedman i 1976, James Tobin i 1981, Franco Modigliani i 1985, Robert Lucas i 1995, Finn E. Kydland og Edward C. Prescott i 2004 og Edmund Phelps i 2006. Dertil kommer Simon Kuznets i 1971 og Robert Solow i 1985, hvis bidrag var anført under den selvstændige kategori økonomisk vækstteori.